# Lucio Dasumio Tulio Tusco
Lucio Dasumio Tulio Tusco (en Latín: Lucius Dasumius Tullius Tuscus) fue un político romano del siglo II, cuyo cursus honorum se desarrolló bajo los imperios de Antonino Pío, el reinado conjunto de Marco Aurelio y Lucio Vero y bajo el gobierno en solitario de Marco Aurelio. En los diplomas militares y en una inscripción, su nombre aparece como Lucius Tullius Tuscus, en los Fasti Ostienses como Lucius Dasumius Tuscus.

## Origen y familia
Gracias a una inscripción de Tarquinia, en Etruria (Italia), su lugar de origen, se conoce su carrera pública, que aparece en orden inverso.

L(ucio) Dasumio P(ubli) f(ilio) 

Stel(latina) Tullio 

Tusco co(n)s(uli) comiti August(i)

auguri sodal(i) Hadria/nali sodali Antoni 4

niano curat(ori) operum

publicorum 

legato pr(o) pr(aetore) provinciar(um) 

Germaniae superior(is) 8

et Pannoniae superior(is) 

praefecto aer(arii) Saturni 

praetori tribun(o) pleb(is) 

leg(ato) provinc(iae) Africae 12

quaest(ori) Imp(eratoris) Antonini Aug(usti) Pii 

trib(uno) milit(um) leg(ionis) IIII Flaviae 

triumviro a(uro) a(rgento) a(ere) f(lando) f(eriundo) 

P(ublius) Tullius Callisto 16

posuit

Era sobrino de Publio Dasumio Rústico, cónsul ordinarius en 119, bajo Adriano, hijo de Publio Tulio Varrón, consul suffecttus en 127, bajo Adriano, y posiblemente adoptado también por su tío, lo que le convertía en heredero de los Dasumios naturales de la Bética, emparentados directamente con el emperador Adriano.

## Carrera política
Su primer cargo fue el de triunviro monetal o triumvir auro argento aere flando feriundo, dentro del vigintivirato. Luego pasó a ser tribuno laticlavio de la Legio IV Flavia en su base de Singidunum (Belgrado, Servia) en Mesia Superior. De vuelta a Roma, fue designado cuestor, concretamente el cuestor asignado directamente al emperador Antonino Pío, para ser enviado inmediatamente a África como uno de los legados de su procónsul. De vuelta a la Urbe, fue sucesivamente elegido tribuno de la plebe y pretor hacia 146-147, siendo desde ese momento patrono de la ciudad de Lugdunum (Lyon, Francia) y en ese momento ya formaba parte del colegio de los augures, para ser elegido después Praefectus Aerarii Saturni, o encargado del control del tesoro del estado romano.
En 152, fue designado consul suffectus junto con Publio Sufenas Vero. Inmediatamente fue nombrado gobernador de la provincia Germania superior sobre el Rin, y después, entre 162 y 166, de la importante provincia Panonia superior, en el Danubio, guarnecida con tres legiones.
De vuelta a Roma, fue designado como curador operum publicorum, para supervisar las obras públicas de la capital imperial. Dada su experiencia, Marco Aurelio lo incluyó en su séquito como comes durante el indicio de las guerras marcomanas.
Además de pertenecer al ya mencionado colegio de los augures, Tulio Tusco fue también designado dentro del culto imperial como sodal Hadrianalis por Antonino Pío en honor del difunto Adriano y sodal Antoninianus por Marco Aurelio y Lucio Vero en honor del fallecido Antonino Pío.

## Descendentes
Su hijo fue Marco Dasumio Tulio Varrón.